# Хайнрих фон Вилденберг
Хайнрих фон Вилденберг (на немски: Heinrich von Wildenberg; † 1302 или 1319) е благородник от кантон Граубюнден, Швейцария, управител на Пфеферс и Рагац в кантон Санкт Гален. Неговата резиденция е замък Фройденберг до Бад Рагац в кантон Санкт Гален.

## Произход и наследство
Произлиза от фамилията на фрайхерен фон Грайфенщайн. Той е син на Хайнрих фон Грайфенщайн и Вилденберг († сл. 1265) и внук на Рудолф фон Загенс и Грайфенщайн († сл. 1239).
Със смъртта на Хайнрих фон Вилденберг родът Вилденберг измира по мъжка линия през 1302/1319 г. Чрез дъщеря му наследничката Анна замъкът Вилденберг отива през 1320 г. на род Верденберги.

## Фамилия
Хайнрих фон Вилденберг се жени за Берта фон Кирхберг († 26 април или 4 май 1319), дъщеря на граф Хартман VI фон Бранденбург († сл. 1298) и съпругата му фон Зулц. Те имат две дъщери:
- Анна фон Вилденберг († 11 октомври 1334), омъжена пр. 1 април 1320 г. за граф Хуго IV Коклес фон Верденберг (* 1305 или 1308; † 1328 или 11 октомври 1334), син на граф Хуго II фон Верденберг-Хайлигенберг († 1305/1309) и графиня Еуфемия фон Ортенбург († 1316). Те нямат деца.
- Агнес фон Вилденберг († сл. 10 ноември 1367), вер. от 1362 г. абатиса на манастир Шенис